# Moresque - Obiettivo allucinante
Moresque - Obiettivo allucinante è un film del 1967 diretto da Riccardo Freda.

## Trama
L'agente segreto Francis Coplan ha il compito di trovare opere d'arte inestimabili rubate dai nazisti nel 1943. Le indagini lo conducono in Messico, dove Coplan sfida un'organizzazione per riottenere i dipinti.

## Produzione
Le riprese sono cominciate il 4 luglio 1966 e sono state girate a Barcellona, Parigi e in Messico.

## Distribuzione
Le date di uscita internazionali nel corso del 1967 sono state:
- 15 febbraio in Francia (Coplan ouvre le feu à Mexico)
- 29 luglio in Italia (Moresque - Obiettivo allucinante)
- 18 agosto in Finlandia (Tulitusta Meksikossa)
- 8 novembre in Spagna (Entre las redes)

Un anno dopo, il 19 dicembre 1968 è uscito anche nella Germania dell'ovest.